# 겨울의 향기
《겨울의 향기》는 한국방송공사 2TV 특집드라마이다.

## 기획 의도
할매집을 지키기 위해 모인 이웃 사람들과 사랑을 그린 이야기

## 제작진
- 극본 : 김경형
- 연출 : 홍종현

## 출연진
- 김영옥
- 최종원
- 이춘식
- 남포동
- 장정희
- 최상훈
- 최석구
- 권용운
- 박민아
- 강지훈
- 변은정
- 강경헌
- 김민경